# Macabíadas

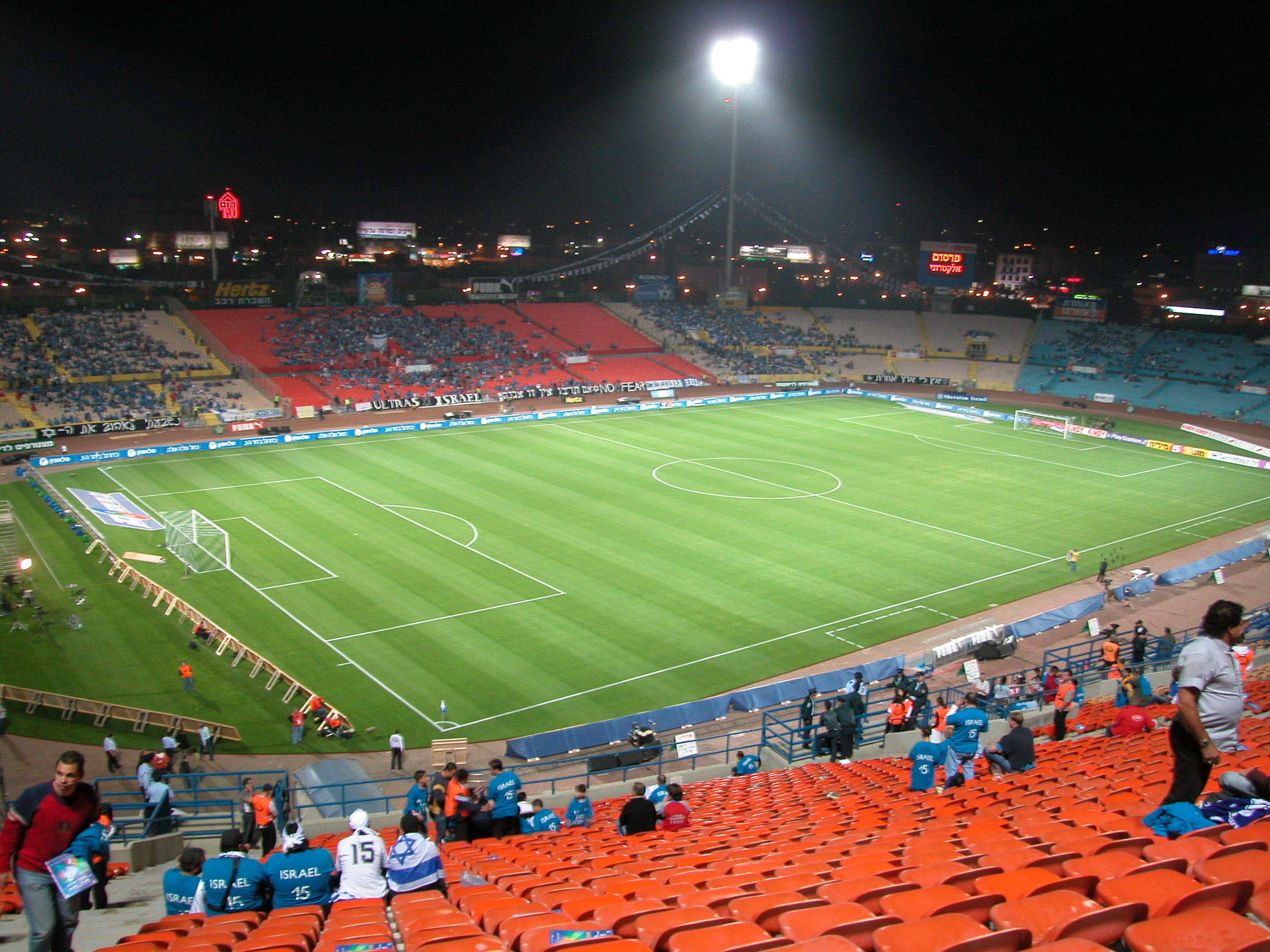
Estádio Ramat Gan em Tel Aviv, onde os jogos das Macabíadas Mundiais são realizados (2006)

Jogos da Macabíada (hebraico: מכביה) ou Macabíadas são um evento multidesportivo cultural e regional que é  a cada quatro anos, tal como os Jogos Olímpicos, sob o amparo da Federação Internacional Maccabi, uma dos órgãos que compõem a União Mundial Maccabi. Embora primariamente para atletas judaicos, cidadãos árabes de Israel também podem competir. Os Jogos são sancionados pelo  Comité Olímpico Internacional e também por diversas federações esportivas internacionais. As Macabíadas estão entre os cinco maiores eventos esportivos internacionais naquilo que é relacionado ao número de participantes, Tal como os Jogos Pan-Americanos,a Macabíada está dentro da categoria dos Jogos Regionais reconhecidos pelo  Comitê Olímpico Internacional.
Desde 1932, os jogos são realizados de quatro em quatro anos, a 3ª edição da Macabíada estava marcada para ser realizada em 1938 e acabou sendo realizada em 1950.O adiamento desta edição foi resultado do crescimento do nazismo na Europa bem como a sua principal consequência que foi Segunda Guerra Mundial. A partir de 1953,as Macabíadas passaram a ser realizadas no ano seguinte aos Jogos Olímpicos de Verão.

## Edições
| Ano  | Edição | País   | Sede      | Data                            | Atletas | Países |
| ---- | ------ | ------ | --------- | ------------------------------- | ------- | ------ |
| 1932 | I      | Israel | Tel Aviv  | 28 de Março - 6 de Abril        | 390     | 18     |
| 1935 | II     | Israel | Tel Aviv  | 2 de Abril - 10 de Abril        | 1.350   | 28     |
| 1950 | III    | Israel | Tel Aviv  | 28 de Setembro - 11 de Outubro  | 800     | 19     |
| 1953 | IV     | Israel | Tel Aviv  | 22 de Setembro - 29 de Setembro | 890     | 22     |
| 1957 | V      | Israel | Tel Aviv  | 15 de Setembro - 24 de Setembro | 980     | 20     |
| 1961 | VI     | Israel | Tel Aviv  | 29 de Agosto - 5 de Setembro    | 1.000   | 26     |
| 1965 | VII    | Israel | Tel Aviv  | 23 de Agosto - 31 de Agosto     | 1.200   | 25     |
| 1969 | VIII   | [srael | Tel Aviv  | 28 de Julho - 7 de Agosto       | 1.500   | 27     |
| 1973 | IX     | Israel | Tel Aviv  | 9 de Julho - 19 de Julho        | 1.500   | 26     |
| 1977 | X      | Israel | Tel Aviv  | 12 de Julho - 21 de Julho       | 2.694   | 34     |
| 1981 | XI     | Israel | Tel Aviv  | 6 de Julho - 16 de Julho        | 3.450   | 33     |
| 1985 | XII    | Israel | Tel Aviv  | 15 de Julho - 25 de Julho       | 3.700   | 37     |
| 1989 | XIII   | Israel | Tel Aviv  | 3 de Julho - 13 de Julho        | 4.417   | 46     |
| 1993 | XIV    | Israel | Tel Aviv  | 5 de Julho - 15 de Julho        | 5.100   | 48     |
| 1997 | XV     | Israel | Tel Aviv  | 14 de Julho - 24 de Julho       | 5.500   | 50     |
| 2001 | XVI    | Israel | Tel Aviv  | 16 de Julho - 23 de Julho       | 5.281   | 46     |
| 2005 | XVII   | Israel | Tel Aviv  | 11 de Julho - 21 de Julho       | 7.700   | 55     |
| 2009 | XVIII  | Israel | Tel Aviv  | 12 de Julho - 24 de Julho       | 9000    | 55     |
| 2013 | XIX    | Israel | Jerusalém | 18 de Julho - 30 de Julho       | 7.500   | 77     |
| 2017 | XX     | Israel | Jerusalém | 6 de Julho - 17 de Julho        | 10.000  | 85     |
| 2022 | XXI    | Israel | Jerusalém | 12 de Julho - 26 de Julho       | 10.000  | 80     |

## História
Originalmente criado por Yosef Yekutieli, inspirado pelos Jogos Olímpicos de Verão de 1912, em Estocolmo, na Suécia, os jogos foram realizados após um planejamento de 14 anos feito por Yekutieli e juntamente com um financiamento do Fundo Nacional Judaico. Durante a fase de planejamento, os jogos foram apelidados de Maccabiyon e o ano de 1932 foi o ano escolhido,porque se comemorava os 1.800 anos da  Revolta de Barcoquebas.

## Estrutura

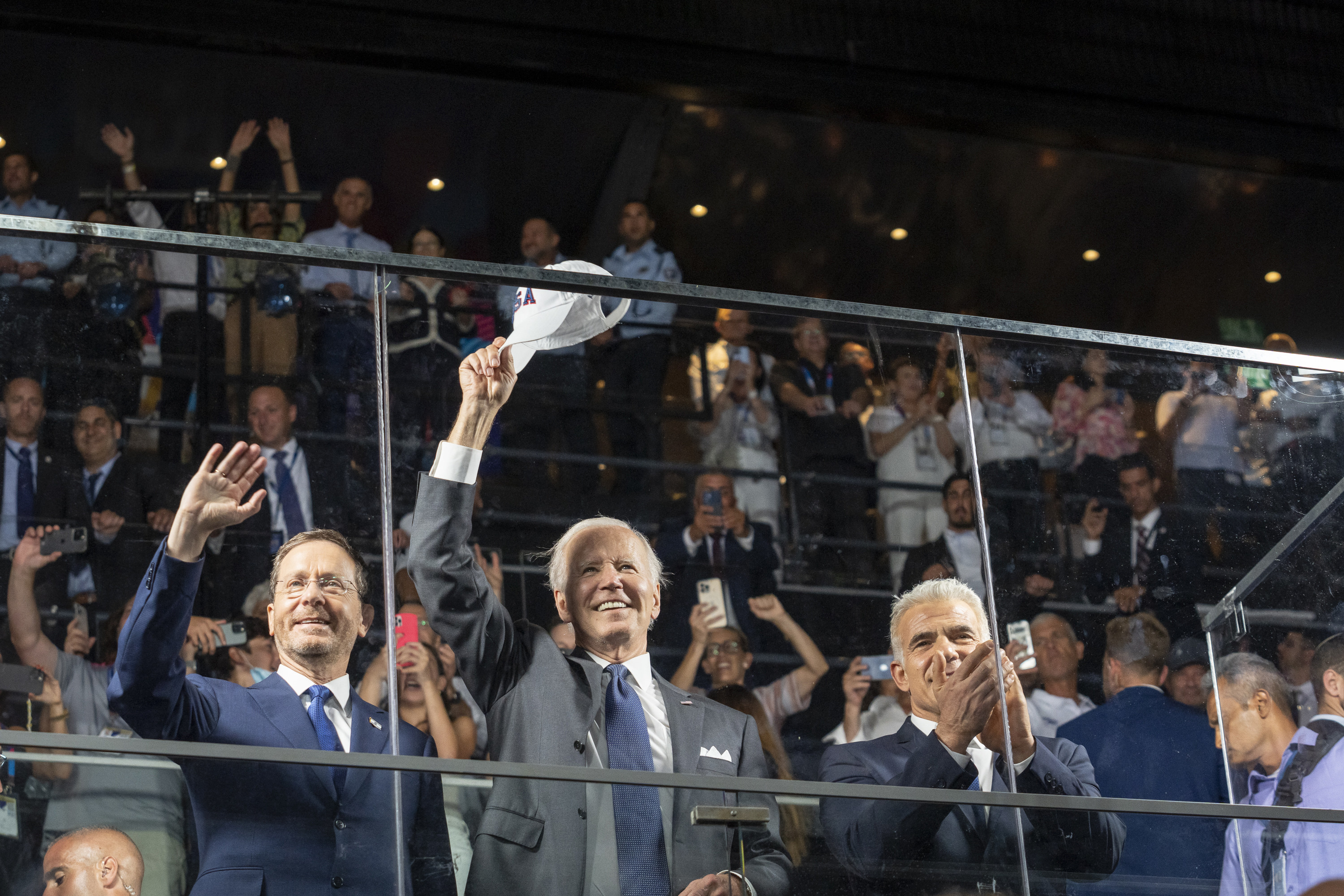
O presidente dos EUA, Joe Biden, junto com o presidente de Israel, Isaac Herzog, e o chefe de governo israelense, o primeiro-ministro Yair Lapid, na cerimônia de abertura das Macabíadas de 2022

Os jogos nunca saíram de Israel.E ao contrário de outros eventos multi esportivos internacionais,são disputadas três categorias para cada esporte "open", "júnior" e "masters". Todo cidadão israelita(judeu ou não judeu) e pessoas não judias nascidas em Israel são elegíveis para competir nos Jogos. Os esportes na categoria "júnior" são abertos para atletas de 15 à 18 anos. Na  categoria "Masters" os esportes seguem a divisão por faixa etária.

## Macabíadas Europeias
As Macabíadas Europeias são realizadas dois anos após os Jogos Mundiais. Em 2015, em sua 14ª edição, foram realizadas pela primeira vez na Alemanha e as competições de atletismo foram realizadas no Estádio Olímpico de Berlim,obra que foi planejada e executada pelo governo nazista de Adolf Hitler.